# Fania Fénelon
Fania Fénelon, pseudonimo di Fanny Goldstein (Parigi, 2 settembre 1908 – Le Kremlin-Bicêtre, 19 dicembre 1983), è stata una pianista, compositrice e cantante francese, le cui vicissitudini nell'orchestra femminile di Auschwitz e la sopravvivenza all'Olocausto sono state raccontate in un film per la televisione, Fania.

## Biografia
Fania Goldstein nacque a Parigi nel 1908 da padre ebreo e madre cattolica. Suo padre, Jules Goldstein, era un ingegnere dell'industria della gomma.
Frequentò il Conservatoire de Paris, dove studiò con Germaine Martinelli, ottenendo un primo premio in pianoforte (nonostante le sue ridotte dimensioni e le mani molto piccole) e allo stesso tempo faceva delle serate, cantando nei bar. Aveva due fratelli, Leonide e Michel Goldstein, entrambi sopravvissuti alla guerra. Il suo matrimonio con Silvio Perla (un atleta svizzero, specialista nei 5000 m) finì con il divorzio, che fu definito dopo la guerra.
Durante la seconda guerra mondiale entrò a far parte della Resistenza francese nel 1940 fino al suo arresto e alla sua deportazione ad Auschwitz-Birkenau, dove fu membro dell'orchestra femminile di Auschwitz, poi a Bergen-Belsen, finché fu liberata nel 1945. Soffrendo di un caso di tifo potenzialmente fatale e pesando appena 29 chili, cantò per la BBC il giorno della sua liberazione dalle truppe britanniche. (Una voce della Biblioteca del Congresso per questa registrazione le dà il nome di Fanja Perla, il suo nome da sposata all'epoca, il suo divorzio da Perla fu formalizzato dopo la guerra.)
Sotto lo pseudonimo di "Fénelon", che assunse dopo la guerra, la Goldstein divenne una nota cantante di cabaret. Nel 1966 andò con il suo collega afroamericano, il cantante baritono Aubrey Pankey, a Berlino Est. Dopo la morte di Pankey tornò in Francia. Nel 1973-75, con Marcelle Routier, scrisse Sursis pour l'orchestre, un libro sulle sue esperienze, basato sul diario che teneva nei campi di concentramento. Si trattava dei compromessi degradanti che i sopravvissuti dovevano fare, dell'umorismo nero dei detenuti che a volte ridevano istericamente di visioni raccapriccianti, delle tensioni religiose e nazionali tra i detenuti (ad esempio tra i musicisti ebrei ed i polacchi, alcuni dei quali erano antisemiti) e la normalità della prostituzione e delle relazioni lesbiche. A Birkenau la Fénelon era una pianista, una delle due principali cantanti, un'arrangiatrice occasionale di pezzi musicali e persino una batterista per un certo periodo, quando la batterista titolare si ammalò brevemente.
Tutti i membri dell'orchestra sopravvissero alla guerra, tranne due suonatrici, Lola Kroner e Julie Stroumsa e la direttrice Alma Rosé, che morì nel campo per una malattia improvvisa, forse un avvelenamento da cibo. La maggior parte delle altre sopravvissute, in particolare Anita Lasker-Wallfisch e Violette Jacquet-Silberstein, non erano d'accordo con il ritratto negativo che la Fénelon aveva fatto della Rosé, che, sebbene ebrea, aveva ricevuto lo status equivalente di kapo. Il libro è stato tradotto in tedesco e inglese in edizioni leggermente ridotte.
Linda Yellen realizzò Fania usando come sceneggiatura un drammatico adattamento di Arthur Miller. La Fénelon si oppose aspramente al racconto presuntamente sterilizzato di Miller e della Yellen della vita nei campi e soprattutto alla scelta di Vanessa Redgrave per interpretarla. La Redgrave era una ben nota simpatizzante dell'OLP e in piedi, alta quasi un metro e ottanta, aveva ben poca somiglianza con la piccola Fania. "Non accetto una persona che è il mio opposto ad interpretarmi... volevo Liza Minnelli, che è piccola, piena di vita, canta e balla. Vanessa non ha senso dell'umorismo e questa è l'unica cosa che mi ha salvato dalla morte nel campo", disse la Fénelon. Rimproverò la Redgrave di persona durante un'intervista di 60 Minutes, ma l'attrice ottenne l'appoggio del mondo dello spettacolo. La Fénelon non perdonò mai la Redgrave, ma alla fine ammorbidì la sua visione della produzione, ammettendo che era "un film giusto".

## Morte
Fania Fénelon morì il 19 dicembre 1983, all'età di 75 anni, in un ospedale di Parigi. Le cause della morte furono dichiarate come cancro e una malattia cardiaca. Le sopravvissero i suoi fratelli, Leonide Goldstein, professore di psichiatria all'Università di Medicina e Odontoiatria del New Jersey e Michel Goldstein, un uomo d'affari in pensione a Parigi.

## Libri
- Fania Fénelon, Sursis pour l'orchestre, témoignage recueilli par Marcelle Routier, Stock, 1976, (ISBN 2-234-00497-7), réed. France loisirs, 1982; ISBN 2-7242-0070-5 (FR)
- Das Mädchenorchester in Auschwitz.; deutsch von Sigi Loritz. München: Deutscher Taschenbuch Verlag, 1982, 1991; ISBN 3-423-01706-6
- The Musicians of Auschwitz.; translated by Judith Landry. London: Michael Joseph, 1977, ISBN 9780718116095
- Playing for Time.. Syracuse, NY: Syracuse University Press, 1997, ISBN 978-0815604945
- Arthur Miller:  Playing for Time: a full-length stage play.; adapted from the television film by Arthur Miller; based upon the book of the same title by Fania Fénelon. Chicago: Dramatic Publishing Co., 1985, ISBN 978-0815604945
- Joel Agee:  Twelve Years: an American boyhood in East Germany.. New York: Farrar, Straus, Giroux, 1981, ISBN 9780374279585